# Euidella fuscovittata
Euidella fuscovittata är en insektsart som först beskrevs av Scott 1881.  Euidella fuscovittata ingår i släktet Euidella och familjen sporrstritar. Inga underarter finns listade i Catalogue of Life.